# Пљевља (трг)
Средњовјековни трг Пљевља се налазио у жупи Брезници (у њој су се поред трга налазиле и тврђаве, Кукањ и Козник). Није утврђено у ком периоду је настао. Име Пљевља потиче од пљевара на манастирским посједима, а трг се помиње у Дубровачком архиву, 1465. године. По Јеричеку (тврдња из 1879) првобитно име овог трга било је Брезница (по истоименој жупи) а име „Плевља“ преовладало је од краја XV вијека. При томе упућује на једну дубровачку инструкцију, од 13. септембра 1430. године, којом се наређује поклисарима да сачекају турског субашу „in Breznise over a Pripogle“. Михаило Динић сматра ову тврдњу за недоказану (помен „Breznisa“ не мора значити име насеља, већ ријеке или саме жупе) сматрајући да се за сада једино зна за ријеку и жупу Брезницу, а уколико је насеље са именом Брезница (или Брезник) у средњем вијеку и постојало – не би могло бити идентично са тргом Плевља. Тим прије, што је Јеричек (у своје вријеме) располагао непотпуним подацима: само са „најстаријим“ поменом трга Плевља, са краја XV вијека, код Харфа (1496—1499).

### У средњовјековној Србији
У саставу средњовјековне Србије, Пљевља су под обласним властелинима из породице Војиновића: кнез Војислав Војиновић (владао до 1363) и велики жупан Никола Алтомановић (владао до 1373). Након пораза Николе Алтомановића (Војиновића) у сукобу са Коалицијом (босански бан Твртко I, кнез Лазар и угарски краљ Лудвиг I) трг Пљевља је 1373. године окупирала бановина Босна (од 1377. краљевина, под Твртком I Котроманићем).

### У краљевини Босни
У босанској држави, Пљевља су дата у посјед и на управу краљевом великом војводи, Влатку Вуковићу. Након смрти војводе Влатка (1392/1393) тргом су и даље наставили да владају чланови најмоћније властелинске породице Косача: Влатков братанић, Сандаљ Хранић Косача (владао до 1435) а касније и Сандаљев братанић, Стефан Вукчић Косача (око 1404 - 22. маја 1466). Велики војвода (касније херцег) Стефан имао је у близини Пљеваља и своју „љетњу резиденцију“ (тврђава Кукањ, са подграђем). Након убиства последњег босанског краља, Стефана Томашевића и пораза херцегове војске у сукобу са Турцима, на ријеци Брезници, 1463. године - под Османлије је пао и трг Пљевља.

### Насеље у старој Херцеговини
Као и остали источни дјелови средњовјековних посједа великог војводе Стефана Вукчића Косаче, Пљевља ће потпасти под историјску област звану Стара Херцеговина (по каснијој титули херцега и презимену његових наследника, Херцеговића).